# Cygnaei galleri

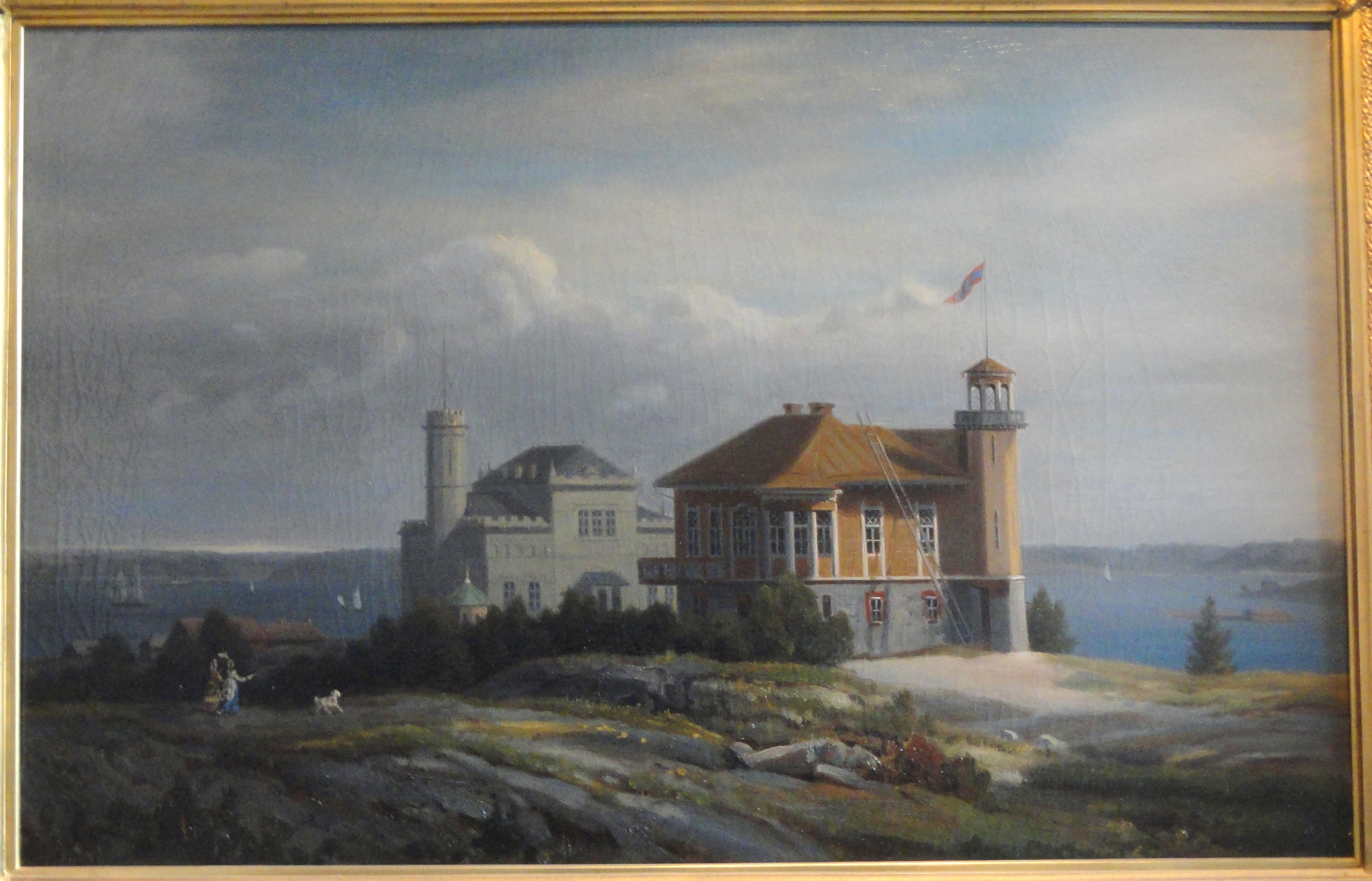
Målning av Johan Knutson, 1870-talet.

Cygnaei galleri (finska: Cygnaeuksen galleria) är ett statligt finländskt konstmuseum i Brunnsparken i Helsingfors, som är öppet sommartid.
Cygnaei galleri öppnades för allmänheten 1882 och  är ett av Finlands äldsta konstmuseer. Galleriets samling omfattar huvudsakligen målningar och skulpturer av finländska 1800-talskonstnärer. Museet ägs av staten genom Museiverket. Cygnaei galleri grundades av professor Fredrik Cygnaeus, som 1872 testamenterade sin konstsamling till staten.
Samlingen, som utökats genom donationer, omfattar drygt 450 verk, av vilka cirka 100 målningar, skulpturer och teckningar utgör museets basutställning. Finländsk målarkonst utgör tyngdpunkten i museets samlingar och är företrädd av bland andra Berndt Godenhjelm, Magnus, Wilhelm och Ferdinand von Wright, Werner Holmberg, Hjalmar Munsterhjelm, Albert Edelfelt, Fanny Churberg, Helene Schjerfbeck och Aukusti Uotila.
Museet ligger i Villa Väderbacka, en trävilla i romantisk stil från 1869–70, som ritades av den tyskfödde arkitekten Johann Mieritz (1835–83).